# Dinias
Dinias (en griego antiguo: Δεινίας, romanizado: Deinias, en griego antiguo: Δεινίας ὁ Ἀργεῖος, romanizado: Deinias ho Argeios, en latín: Dinias) fue un antiguo escritor griego de Argos de fecha incierta, que escribió una obra sobre la historia de Argólida, mencionada por Plutarco, Apolonio de Rodas y los escoliastas.
Le mencionan varios historiadores antiguos, como Plutarco, Apolonio de Rodas y otros. No se sabe seguro si este Dinias sería el mismo que cita Ateneo como autor de una obra sobre la historia de los inventos. Johann Albert Fabricius lo incluye en la Bibliotheca Graeca. Se trata posiblemente del mismo Dinias que, según Plutarco, asesinó al tirano Abántidas de Sición junto con el filósofo griego dialéctico Aristóteles de Argos.